# UCI Europa Tour
L'UCI Europa Tour és un conjunt de curses ciclistes que es disputen a Europa. Forma part dels Circuits continentals de ciclisme i té lloc entre el febrer i octubre del mateix any.
Això es tradueix en diverses classificacions: una d'individual, una per equips i dues per països.
La primera edició es disputà el 2005.
És el circuit més nombrós dels cinc que es disputen, amb més de 300 curses cada temporada.

## Principals curses
La taula de sota presenta les principals proves de l'UCI Europa Tour.
| Nom de la cursa                | País     | Categoria |
| ------------------------------ | -------- | --------- |
| Trofeu Laigueglia              | Itàlia   | 1.HC      |
| Omloop Het Nieuwsblad          | Bèlgica  | 1.HC      |
| Kuurne-Brussel·les-Kuurne      | Bèlgica  | 1.HC      |
| Gran Premi de Lugano           | Suïssa   | 1.HC      |
| Strade Bianche                 | Itàlia   | 1.HC      |
| Nokere Koerse                  | Bèlgica  | 1.HC      |
| Gran Premi Nobili Rubinetterie | Itàlia   | 1.HC      |
| A través de Flandes            | Bèlgica  | 1.HC      |
| Critèrium Internacional        | França   | 2.HC      |
| Tres dies de La Panne          | Bèlgica  | 2.HC      |
| Grote Scheldeprijs             | Bèlgica  | 1.HC      |
| Fletxa Brabançona              | Bèlgica  | 1.HC      |
| Gran Premi de Denain           | França   | 1.HC      |
| Giro del Trentino              | Itàlia   | 2.HC      |
| Volta a Turquia                | Turquia  | 2.HC      |
| Gran Premi de Frankfurt        | Alemanya | 1.HC      |
| Quatre dies de Dunkerque       | França   | 2.HC      |
| Volta a Noruega                | Noruega  | 2.HC      |
| Volta a Baviera                | Alemanya | 2.HC      |
| Volta a Bèlgica                | Bèlgica  | 2.HC      |

| Nom de la cursa                | País       | Categoria |
| ------------------------------ | ---------- | --------- |
| Volta a Luxemburg              | Luxemburg  | 2.HC      |
| Gran Premi del cantó d'Argòvia | Suïssa     | 1.HC      |
| Volta a Àustria                | Àustria    | 2.HC      |
| Tour de Valònia                | Bèlgica    | 2.HC      |
| Volta a Dinamarca              | Dinamarca  | 2.HC      |
| RideLondon Classic             | Regne Unit | 1.HC      |
| Volta a Burgos                 | Espanya    | 2.HC      |
| Arctic Race of Norway          | Noruega    | 2.HC      |
| Brussels Cycling Classic       | Bèlgica    | 1.HC      |
| Gran Premi de Fourmies         | França     | 1.HC      |
| Volta a la Gran Bretanya       | Regne Unit | 2.HC      |
| Gran Premi Impanis-Van Petegem | Bèlgica    | 1.HC      |
| Giro de l'Emília               | Itàlia     | 1.HC      |
| Gran Premi Bruno Beghelli      | Itàlia     | 1.HC      |
| Tres Valls Varesines           | Itàlia     | 1.HC      |
| Milà-Torí                      | Itàlia     | 1.HC      |
| Eurométropole Tour             | Bèlgica    | 1.HC      |
| Giro del Piemont               | Itàlia     | 1.HC      |
| Sparkassen Münsterland Giro    | Alemanya   | 1.HC      |
| París-Tours                    | França     | 1.HC      |

## Palmarès

### Classificació individual
| Edició    | Vencedor             | Segon              | Tercer                 |
| --------- | -------------------- | ------------------ | ---------------------- |
| 2005      | Murilo Fischer       | Stefan Van Dijk    | Niko Eeckhout          |
| 2005-2006 | Niko Eeckhout        | Danilo Hondo       | Rinaldo Nocentini      |
| 2006-2007 | Alessandro Bertolini | Luca Mazzanti      | Martijn Maaskant       |
| 2007-2008 | Enrico Gasparotto    | Stefano Garzelli   | Mikhaylo Khalilov      |
| 2008-2009 | Giovanni Visconti    | Kenny Van Hummel   | Jimmy Casper           |
| 2009-2010 | Giovanni Visconti    | Stefan Van Dijk    | Riccardo Riccò         |
| 2010-2011 | Giovanni Visconti    | Yauheni Hutarovich | Davide Rebellin        |
| 2012      | John Degenkolb       | Marcel Kittel      | Jonathan Tiernan-Locke |
| 2013      | Riccardo Zoidl       | Bryan Coquard      | Davide Rebellin        |
| 2014      | Tom Van Asbroeck     | Sonny Colbrelli    | Davide Rebellin        |
| 2015      | Nacer Bouhanni       | Edward Theuns      | Dimitri Claeys         |
| 2016      | Baptiste Planckaert  | Sonny Colbrelli    | Timothy Dupont         |
| 2017      | Nacer Bouhanni       | Jasper De Buyst    | André Greipel          |
| 2018      | Hugo Hofstetter      | Pascal Ackermann   | Timothy Dupont         |
| 2019      | Primoz Roglic        | Julian Alaphilippe | Jakob Fuglsang         |
| 2020      | Primož Roglič        | Tadej Pogačar      | Wout Van Aert          |
| 2021      | Tadej Pogačar        | Wout van Aert      | Primož Roglič          |
| 2022      | Tadej Pogačar        | Wout van Aert      | Remco Evenepoel        |
| 2023      | Tadej Pogačar        | Jonas Vingegaard   | Remco Evenepoel        |
| 2024      | Tadej Pogačar        | Remco Evenepoel    | Jasper Philipsen       |

### Classificació per equips
| Edició    | Vencedor                     | Segon                      | Tercer                       |
| --------- | ---------------------------- | -------------------------- | ---------------------------- |
| 2005      | Ceramica Panaria-Navigare    | Ag2r Prévoyance            | Comunidad Valenciana         |
| 2005-2006 | Acqua & Sapone-Caffè Mokambo | Unibet.com                 | Omnibike Dynamo Moscow       |
| 2006-2007 | Rabobank Continental         | Barloworld                 | Ceramica Panaria-Navigare    |
| 2007-2008 | Acqua & Sapone-Caffè Mokambo | Barloworld                 | LPR Brakes-Ballan            |
| 2008-2009 | Agritubel                    | Vacansoleil                | Liberty Seguros Continental  |
| 2009-2010 | Vacansoleil                  | Saur-Sojasun               | ISD-Neri                     |
| 2010-2011 | FDJ                          | Skil-Shimano               | Colnago-CSF Inox             |
| 2012      | Saur-Sojasun                 | Argos-Shimano              | Acqua & Sapone               |
| 2013      | Europcar                     | IAM                        | Topsport Vlaanderen-Baloise  |
| 2014      | Topsport Vlaanderen-Baloise  | Wanty-Groupe Gobert        | Cofidis, Solutions Crédits   |
| 2015      | Topsport Vlaanderen-Baloise  | Cofidis, Solutions Crédits | Bretagne-Séché Environnement |
| 2016      | Wanty-Groupe Gobert          | Direct Énergie             | Cofidis                      |
| 2017      | Wanty-Groupe Gobert          | Cofidis                    | Androni Giocattoli-Sidermec  |
| 2018      | Wanty-Groupe Gobert          | Cofidis                    | Androni Giocattoli-Sidermec  |
| 2019      | Total Direct Énergie         | Wanty-Gobert               | Corendon-Circus              |
| 2020      | Alpecin-Fenix                | Arkéa-Samsic               | Circus-Wanty Gobert          |
| 2021      | Alpecin-Fenix                | Arkéa-Samsic               | Team TotalEnergies           |
| 2022      | Alpecin-Fenix                | Arkéa-Samsic               | Team TotalEnergies           |
| 2023      | Lotto Dstny                  | Israel-Premier Tech        | [[Uno-X]]                    |
| 2024      | Lotto Dstny                  | Israel-Premier Tech        | [[Uno-X]]                    |

### Classificació per països
| Edició    | Vencedor | Segon     | Tercer        |
| --------- | -------- | --------- | ------------- |
| 2005      | Itàlia   | Espanya   | Països Baixos |
| 2005-2006 | Itàlia   | Alemanya  | Bèlgica       |
| 2006-2007 | Itàlia   | Espanya   | Països Baixos |
| 2007-2008 | Itàlia   | Espanya   | Països Baixos |
| 2008-2009 | Itàlia   | França    | Espanya       |
| 2009-2010 | Itàlia   | França    | Espanya       |
| 2010-2011 | Itàlia   | França    | Països Baixos |
| 2012      | Itàlia   | França    | Alemanya      |
| 2013      | França   | Itàlia    | Bèlgica       |
| 2014      | Itàlia   | Bèlgica   | França        |
| 2015      | Itàlia   | Bèlgica   | França        |
| 2016      | Bèlgica  | Itàlia    | França        |
| 2017      | França   | Itàlia    | Bèlgica       |
| 2018      | Bèlgica  | Itàlia    | França        |
| 2019      | Bèlgica  | Itàlia    | Països Baixos |
| 2020      | França   | Eslovènia | Bèlgica       |
| 2021      | Bèlgica  | Eslovènia | França        |
| 2022      | Bèlgica  | Espanya   | França        |
| 2023      | Bèlgica  | Dinamarca | Eslovènia     |
| 2024      | Bèlgica  | Eslovènia | Espanya       |

### Classificació per equips de menors de 23 anys
| Edició    | Vencedor      | Segon         | Tercer        |
| --------- | ------------- | ------------- | ------------- |
| 2005      | -             | -             | -             |
| 2005-2006 | -             | -             | -             |
| 2006-2007 | Rússia        | Països Baixos | Itàlia        |
| 2007-2008 | Itàlia        | França        | Rússia        |
| 2008-2009 | Bèlgica       | França        | Itàlia        |
| 2009-2010 | Bèlgica       | Itàlia        | Països Baixos |
| 2010-2011 | Itàlia        | França        | Països Baixos |
| 2012      | Itàlia        | Països Baixos | França        |
| 2013      | Països Baixos | França        | Itàlia        |
| 2014      | Països Baixos | Bèlgica       | Dinamarca     |
| 2015      | Itàlia        | Països Baixos | Dinamarca     |
| 2016      | Itàlia        | França        | Bèlgica       |
| 2017      | França        | Dinamarca     | Bèlgica       |
| 2018      | Països Baixos | Bèlgica       | França        |
| 2019      | Bèlgica       | Eslovènia     | Dinamarca     |
| 2020      | Eslovènia     | Bèlgica       | Suïssa        |
| 2021      | Bèlgica       | Regne Unit    | Itàlia        |
| 2022      | Bèlgica       | Espanya       | França        |
| 2023      | Bèlgica       | França        | Espanya       |
| 2024      | Bèlgica       | França        | Regne Unit    |